# Haley Barbour
Haley Reeves Barbour (Yazoo City, Mississippi, 22 oktober 1947) is een Amerikaans politicus. Hij is lid van de Republikeinse Partij. Tussen 2004 en 2012 was hij de 63e gouverneur van de staat Mississippi.

## Loopbaan
De vader van Barbour overleed toen Barbour twee was. Hij studeerde zelf aan de Universiteit van Mississippi en behaalde daar een Juris Doctor. Na zijn slagen ging hij werken voor het vroegere advocatenkantoor van zijn vader. In die tijd werd hij ook actief in de Republikeinse Partij. Hij voerde bij de presidentsverkiezingen in 1976 campagne voor Gerald Ford en in 1980 voor John Connally. In 1982 stelde Barbour zichzelf verkiesbaar voor de Senaat, maar hij werd verslagen door de zittende Democratische senator John C. Stennis. Daarna werkte hij onder Ronald Reagan op het Witte Huis en vervulde een actieve rol in de presidentscampagne van George H.W. Bush.
Barbour richtte in 1991 met de advocaat Ed Rogers BGR Group op, een politiek lobbybedrijf. In 1994 voegde Lanny Griffith zich bij het bedrijf. BGR werd in 2001 door het blad Fortune omschreven als de machtigste lobbyorganisatie in Washington D.C.
In 1993 werd Barbour ook voorzitter van de Republican National Committee. In 1994 behaalde de Republikeinen met hem als voorzitter voor de eerste keer een meerderheid in zowel de Senaat als het Huis van Afgevaardigden. Het was de eerste keer in 40 jaar dat dat lukte in het Huis van Afgevaardigden. In 1997 trad Barbour af als voorzitter.
Barbour stelde zich in 2003 verkiesbaar voor het gouverneurschap van de staat Mississippi. Bij de verkiezingen wist hij zijn Democratische opponent en zittend gouverneur Ronnie Musgrove te verslaan met een verschil van 7 procent. Op 13 januari 2004 werd hij ingezworen als gouverneur.
De stad New Orleans werd op 29 augustus 2005 getroffen door orkaan Katrina. Daarmee verloren 231 mensen het leven en raakten veel mensen dakloos. Ook de gehele casino-industrie, met een jaarlijkse omzet van 2,7 miljard dollar, werd vernietigd. Barbour kreeg na afloop veel complimenten voor zijn optreden ten tijde van de ramp. Hij weigerde de federale overheid te bekritiseren, omdat zij te traag zou hebben gereageerd. Bij de gouverneursverkiezingen van 2007 werd Barbour met gemak herkozen voor een tweede termijn.
Toen Barbour aantrad had als gouverneur had de staat een financieel tekort op de begroting van 709 miljoen dollar. Zonder belastingverhoging en met steun van zowel de Democraten als de Republikeinen kondigde hij forse bezuinigingen aan. Er werd vooral fors bezuinigd op Medicaid, en dan met name de verstrekking van geneesmiddelen aan de laagste klassen. Tegelijkertijd werd er meer geld uitgetrokken voor het onderwijs. In 2008 wist de staat voor de eerste keer in vele jaren een gesloten begroting te presenteren.
Barbour is pro-life en heeft zich met andere Republikeinen en conservatieve Democraten ingezet om de abortuswetgeving in Mississippi strenger te maken.
Op 24 juni 2009 volgde Barbour Mark Sanford, gouverneur van South Carolina, op als voorzitter van de Republican Governors Association. Sanford trad af omdat bekend werd dat hij in het geheim een minnares had.
In januari 2011 baarde Barbour opzien door Jamie en Gladys Scott vrij te laten, twee zwarte zussen die een levenslange gevangenisstraf uitzaten, omdat zij betrokken waren bij een gewapende overval waarbij 11 dollar werd gestolen. Hij deed dat op voorwaarde dat de ene zus aan de andere een nier zou afstaan.
Na twee termijnen als gouverneur mocht Barbour zich in 2011 niet nog eens verkiesbaar stellen. Zijn luitenant-gouverneur Phil Bryant werd bij de verkiezingen de kandidaat voor de Republikeinse Partij en versloeg de Democraat Johnny DuPree met ruim 20 procent verschil. Op 10 januari 2012 werd Barbour door Bryant opgevolgd als gouverneur van Mississippi.
- Gemeinsame Normdatei: 109723360X
- International Standard Name Identifier: 0000 0000 3102 3863
- Library of Congress Control Number: n95119604
- National Archives and Records Administration: 10574352
- SNAC: w6k39836
- Virtual International Authority File: 36171240
- WorldCat: E39PBJg8DCPGxWM3kBcjtgBF8C